# Nicola Abbagnano

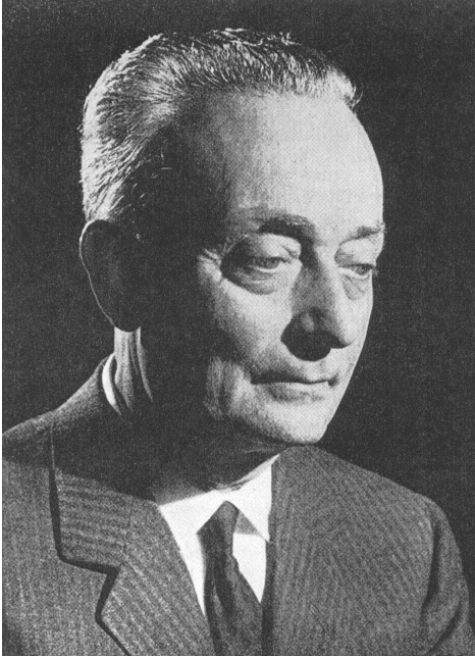

Nicola Abbagnano, född 15 juli 1901 och död 9 september 1990, var en italiensk existensialistisk filosof.
Abbagnano var verksam vid universitetet i Turin från 1936, och utgivare av tidskriften Rivista di filosofia. Han var i första hand påverkad av Edmund Husserls fenomenologi samt Søren Kierkegaard, Martin Heidegger, och Karl Jaspers. Utifrån dessa tankegångar presenterade han sin egen syn på existenen, i form av det möjligas filosofi. Bland hans främsta verk märks Storia della filosofia (1946-50) och Possibilità e libertà (1956).